# Maříž

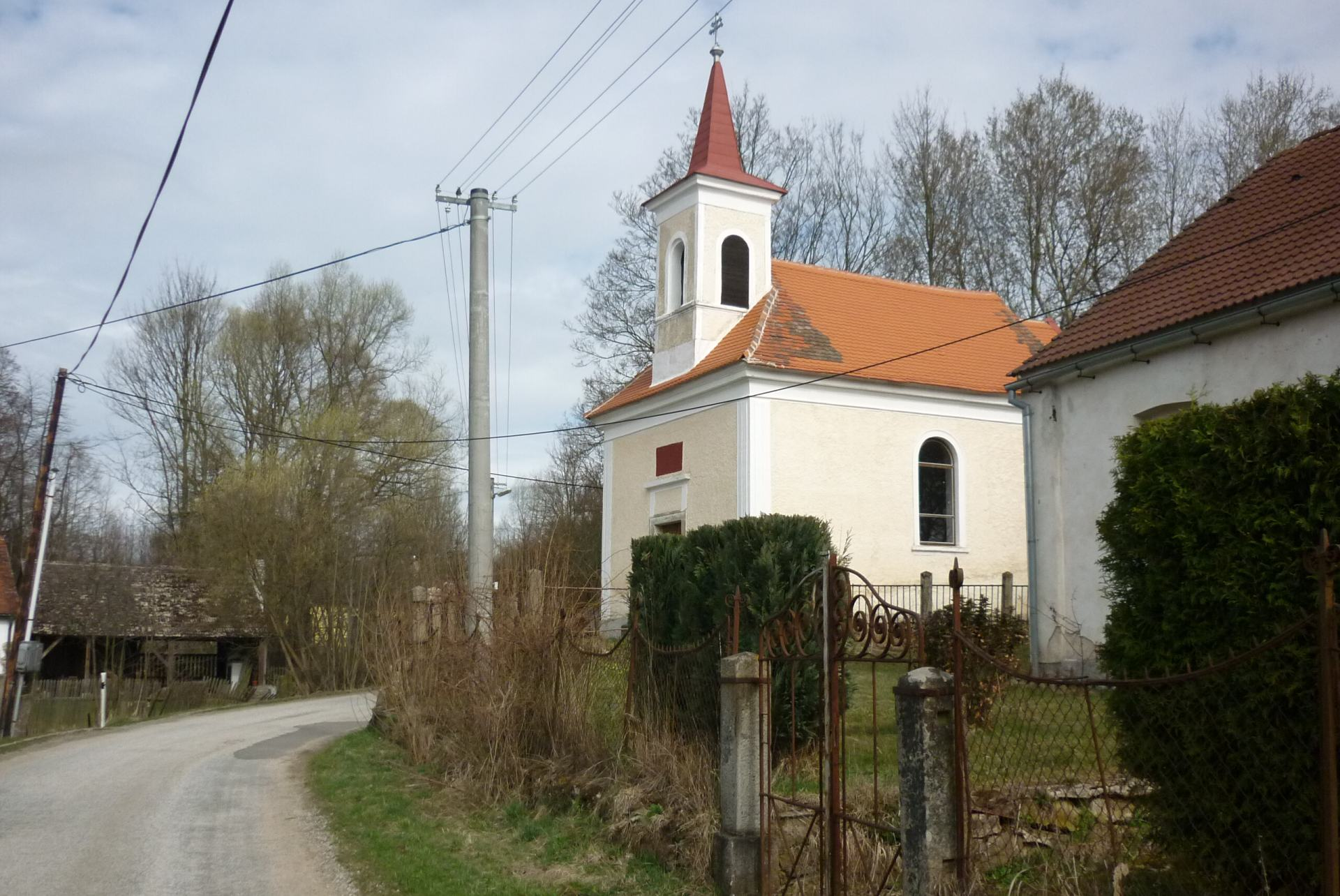
Kapelle Mariahilf

Maříž (deutsch Maires) ist ein Ortsteil von Slavonice im Okres Jindřichův Hradec in Tschechien.

## Geschichte
Maříž wurde 1372 erstmals erwähnt. Der Ort in der südmährischen Region Česká Kanada grenzt unmittelbar an Österreich und wurde nach dem Zweiten Weltkrieg aus strategischen gründen entvölkert. Erst mit dem Zusammenbruch des Kommunismus wurden einige Gebäude wieder aufgebaut. Im Ort befand sich auch das Schloss Maires, von dem heute nurmehr ein kleiner, vollkommen devastierter Teil zu sehen ist. Nach der Wiederbesiedelung gilt Maříž als Feriendomizil und Künstlerkolonie.

## Ortsgliederung
Der Ortsteil Maříž besteht aus den Grundsiedlungseinheiten Maříž (Maires) und Léštnice (Lexnitz), die auch Katastralbezirke bilden.

## Sehenswürdigkeiten
- Kapelle Mariahilf
- Tabernakelbildstock an der Straße nach Slavonice
- Schlossruine

## Söhne und Töchter des Ortes
- Anton Eipeldauer (1893–1977), österreichischer Gärtner, Chefredakteur, Volksbildner und Buchautor